# Eugène Dabit
Eugène Dabit, född 21 september 1898, död 21 augusti 1936, var en fransk proletärförfattare.